# 252 Clementina
252 Clementina este un asteroid din centura principală, descoperit pe 11 octombrie 1885, de Joseph Perrotin.